# ノーザンクロス (企業)
株式会社ノーザンクロスは、北海道札幌市中央区に本社を置く北海道を中心とする地域のまちづくりに関わる都市計画コンサルタント、コーディネーター、調査、建築、設計、出版に携わる会社。

## 概要
1987年に山重明により設立された、札幌のまちづくり会社である。
北海道遺産協議会、日本都市計画家協会北海道支部といったNPOの事務局も務める。季刊誌『カイ』を発行。
札幌において、北4東6地区再開発や北5東1地区事業化に関与してきた。
北海道リート投資法人のスポンサーの一社である。

## 北海道マガジン「カイ」
『カイ』は株式会社ノーザンクロスが発行する季刊誌。2008年10月20日に創刊。
コンセプトは「北海道を探しに行こう」。フリーのライター、フォトグラファー、デザイナーなどで構成される編集チームにより毎号独自の取材で誌面がつくられ、北海道の魅力を深く掘り起こし、大人が「知る、愉しむ、創る」旅にでかけられるよう、地元北海道や道外の大人たちに地域の魅力を発信している。
創刊号から2016年4月発行の30号までは紙媒体の季刊誌として、1月、4月、7月、10月の各月の20日ごろ発行されたが、2016年1月の第30号をもって休刊。4月発行の第31号からはウェブサイトにおいて無料で読めるウェブマガジンへとリニューアルされた。サイト内では、英語版の『Hokkaido Magazine KAI』も運用されている。

### おもなコーナー
- 特集
- まちぶらNAVI

## 事務局
- NPO法人北海道遺産協議会
- NPO法人日本都市計画家協会北海道支部